# Ліцензія zlib
Ліцензія zlib (англ. zlib License) — ліцензійна угода для поширення вільного програмного забезпечення, на умовах якого поширюється бібліотека стиснення даних zlib, бібліотека libpng, а також багато інших програмних продуктів.
Ця ліцензія вважається вільною фондом Free Software Foundation, і відкритою — організацією Open Source Initiative. Вона є сумісною з GNU General Public License.
Ліцензія zlib є вкрай простою, і вимагає виконання таких умов:
- ПЗ використовується «як є» — його автори знімають з себе відповідальність за проблеми, пов'язані з його використанням.
- На поширення змінених версій ПЗ накладаються такі обмеження:
  1. Забороняється стверджувати, що це ви написали оригінальний продукт;
  2. Змінені версії не повинні видаватися за оригінальний продукт;
  3. Повідомлення про ліцензії не повинні вилучатися з пакетів з початковим кодом.

Дана ліцензія не потребує обов'язкового поширення початкового коду разом з продуктом.

## Текст ліцензії
Оригінальний текст ліцензії англійською мовою:
```
Copyright (c) <''year''> <''copyright holders''>

This software is provided 'as-is', without any express or implied
warranty. In no event will the authors be held liable for any damages
arising from the use of this software.

Permission is granted to anyone to use this software for any purpose,
including commercial applications, and to alter it and redistribute it
freely, subject to the following restrictions:

1. The origin of this software must not be misrepresented; you must not
   claim that you wrote the original software. If you use this software
   in a product, an acknowledgement in the product documentation would be
   appreciated but is not required.
2. Altered source versions must be plainly marked as such, and must not be
   misrepresented as being the original software.
3. This notice may not be removed or altered from any source distribution.

```